# Diana Vickers
Diana Vickers (Blackburn, 30 juli 1991) is een Brits zangeres, die op de vierde plaats eindigde in de Britse tv-talentenjacht The X Factor. In januari 2009 nam ze een contract aan bij RCA en begon ze met het opnemen van haar eerste album Songs from the Tainted Cherry Tree, van januari tot september.
Van oktober 2009 tot januari 2010 speelde Vickers een rol in het stuk The Rise and Fall of Little Love in de Londense West End. Op 19 april 2010 eindigde haar single Once op nummer 1 op de Britse singlehitlijst. Op 3 mei kwam haar album in de winkel, die op de Britse albumhitlijst ook op nummer 1 belandde.

## Biografie
Vickers is geboren in de Engelse plaats Blackburn in Lancashire. Ze groeide op in een nabije plaats en studeerde in Blackburn. Ze nam zangles, maar zong nooit professioneel.
In 2008 deed ze auditie voor de vijfde editie van The X Factor met het nummer "The Blower's Daughter" van Damien Rice. Ze kwam terecht in de liveshows en eindigde uiteindelijk op de vierde plaats, naast Alexandra Burke, JLS en Eoghan Quigg. Ze sloot de competitie af met het nummer "White Flag" van Dido. Na The X Factor had ze kortstondig een relatie met Quigg, vlak nadat ze het had uitgemaakt met haar toenmalige vriend.
Nadat een van haar singles, "Jumping into Rivers", was uitgelekt, stelde ze op haar website het nummer gratis ter beschikking als download.

## Discografie
| 2010                   | "Once"                      | 1 | 3 | 5 | Songs from the Tainted Cherry Tree |
| 2010                   | "The Boy Who Murdered Love" | — | — | — | Songs from the Tainted Cherry Tree |
| Als meewerkend artiest |                             |   |   |   |                                    |
| 2008                   | "Hero" (met The X Factor)   | 1 | 1 | 8 | singleverkoop                      |

- Gemeinsame Normdatei: 141899468
- International Standard Name Identifier: 0000 0003 7187 7507
- MusicBrainz: c3b80c68-fb00-4cfa-a234-f7ad7bf42abc
- Virtual International Authority File: 143833803
- WorldCat: E39PBJdh6R8RqFPGCrMbtfyGHC